# Sanatorium Podhale w Połczynie-Zdroju
Szpital Uzdrowiskowy Podhale – obiekt sanatoryjny uzdrowiska Połczyn-Zdrój, zarządzany obecnie przez spółkę Uzdrowisko Połczyn. Zlokalizowany przy ul. Solankowej 6, górując nad francuską częścią parku zdrojowego i położonym w nim amfiteatrem.

## Historia
Zbudowany z inicjatywy władz miejskich w 1894–1896 jako Kurhaus (Dom Zdrojowy). Inne używane nazwy – Städtisches Kurhaus (Miejski Dom Zdrojowy) lub Polzin Kurhaus (Połczyński Dom Zdrojowy). Pełnił też funkcje ogólnomiejskie, gdyż umieszczono w nim salę widowiskową na 200 miejsc przy około 120 miejscach dla kuracjuszy. W okresie 1918–1928 funkcję dyrektora sanatorium sprawował Eduard Dallach. W latach 30. nosił nazwę Sanatorium Deutscher Osten (Sanatorium Niemiecki Wschód). W okresie II wojny światowej pełnił funkcję lazaretu, w latach 1945–1947 Armii Czerwonej.
Na początku lat 50. XX wieku w sanatorium prof. Henryk Gromadzki z Akademii Medycznej w Gdańsku utworzył ośrodek balneologii ginekologicznej zajmujący się leczeniem niepłodności i chorób kobiecych, co zrodziło powiedzenie: „Chcesz mieć córkę albo syna, przyślij żonę do Połczyna”.